# Nawlekacz do nici

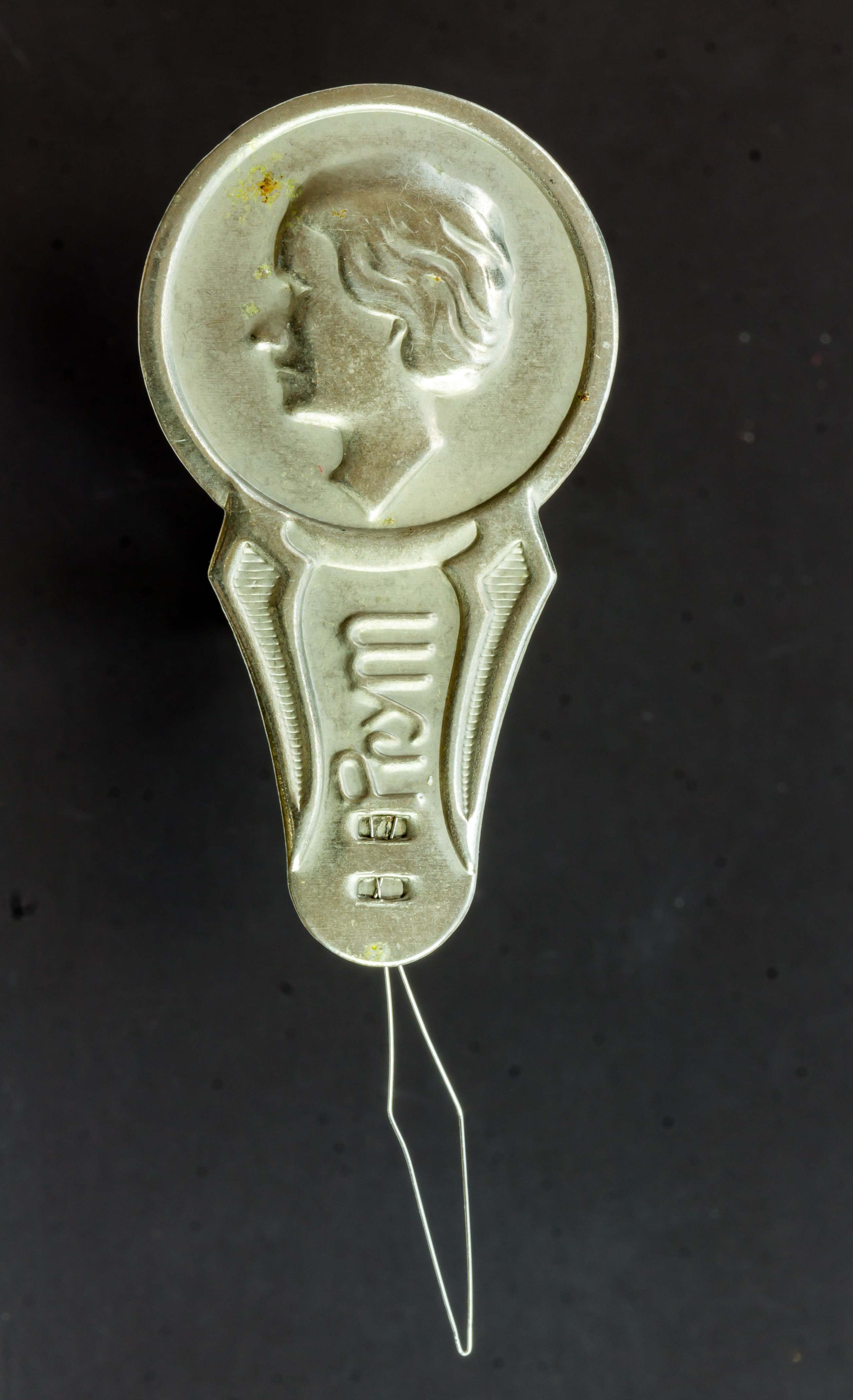
Typowy nawlekacz do nici

Nawlekacz do nici i sposób jego użycia

Nawlekacz do nici – urządzenie ułatwiające przeciągnięcie nici przez ucho igły. Istnieje wiele jego rodzajów, jednak ten powszechnie stosowany składa się z krótkiego kawałka cienkiego drutu wygiętego w kształt diamentu, którego jeden z rogów jest przymocowany do kawałka blachy ocynowanej lub plastiku.
Użytkownik przekłada drut przez ucho igły, przeciąga sznurek przez pętelkę, którą tworzy ten drut i na koniec przeciąga drut z powrotem przez igłę, trzymając za uchwyt, jednocześnie przeciągając nić. Najbardziej standardowy rodzaj nawlekacza do nici ma wytłoczony na uchwycie płytki wizerunek kobiety, prawdopodobnie Ariadny, z profilu.
Innym rodzajem nawlekacza do nici jest nawlekacz mechaniczny. Mogą być częścią maszyny do szycia lub haftowania albo stanowić samodzielne narzędzie.
Pierwsze znane zastosowanie nawlekaczy do nici w Europie miało miejsce w XVIII lub na początku XIX wieku.